# Chacarita (Buenos Aires)
Chacarita je městská čtvrť, část Buenos Aires, hlavního města Argentiny. Nachází se v severní části města a hraničí se čtvrtěmi Colegiales, Palermo, Villa Crespo, La Paternal a Villa Ortúzar. Na území o rozloze 3,1 km² žilo v roce 2001 asi 26 tisíc obyvatel. Jedná se o rezidenční čtvrť s řadovými nebo bytovými domy.
Území Chacarity bylo v 17. a 18. století tvořeno jezuitskými farmami (odtud název; chacarita je zdrobnělina starošpanělského chácara, tj. farma), které dodávaly potraviny škole, kterou řád provozoval, i samotným jezuitům. Po zákazu činnosti řádu v roce 1767 připadly pozemky království.
V roce 1871 zde byl po epidemii žluté zimnice otevřen nový hřbitov, který se posléze stal největším hřbitovem v Argentině.
V Chacaritě sídlí fotbalový klub Chacarita Juniors.